# Carlo Carafa della Spina

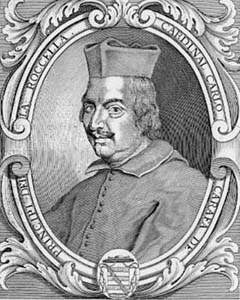
Kardinal Carlo Carafa della Spina (Stich des 17. Jhds.)

Carlo Carafa della Spina CRTheat (* 21. oder 22. April 1611 in Rom; † 20. Oktober 1680 ebenda) war Bischof von Aversa, Kardinal und Apostolischer Nuntius.

## Familie
Er entstammte dem italienischen Adelsgeschlecht Carafa und war der zweite Sohn von Girolamo Carafa, Marchese von Castelvetere und der Diana Vittori Borghese, einer Nichte von Papst Paul V. Er war Neffe des Bischofs Carlo Carafa. Ein Bruder war der spätere Kardinal Fortunato Ilario Carafa della Spina, ein weiterer Bruder war der spätere Großmeister des Malteserordens Gregorio Carafa.

## Leben
Carlo Carafa della Spina besuchte das Seminar in Rom und wurde zum Doktor beider Rechte promoviert hallo. Er war Regularkleriker der Theatiner. Carafa arbeitete im päpstlichen Justizwesen unter anderem in der Apostolischen Signatur und war Vizelegat in Bologna.
Am 13. Juli 1644 folgte er seinem gleichnamigen Onkel als Bischof von Aversa nach. Die Bischofsweihe spendete ihm am 27. Dezember 1644 in Rom der Bischof von Lucca, Kardinal Marcantonio Franciotti.
Zwischen 1653 und 1654 war er Nuntius in Luzern (Ernennung am 20. Dezember 1652, Abreise aus Luzern um den 26. November 1654). Er vermittelte im Schweizer Bauernkrieg zwischen streitenden Gruppen in der Stadt Luzern und trug dazu bei, dass die Landpfarrer nicht vor weltlichen Gerichten verurteilt wurden. Er visitierte 1654 das Bistum Chur und verhinderte den Verkauf von Kirchenbesitz durch den Bischof an die Stadt. Im Konflikt um die Wiederherstellung des Klosters Reichenau stellte er sich auf die Seite des Bischofs von Konstanz. Danach war er kurze Zeit Nuntius in der Republik Venedig. Im Jahr 1658 wechselte er nach Wien, diesen Posten behielt er bis 1664.
Von Papst Alexander VII. im Konsistorium vom 14. Januar 1664 zum Kardinal kreiert, wurde Carafa della Spina im selben Jahr zum Legaten von Bologna ernannt. Der Kardinal nahm am Konklave von 1667 teil, aus dem Clemens IX. als Papst hervorging. Ebenso nahm er 1669–1670 an der Wahl von Clemens X. teil. Auch am Konklave von 1676, aus dem Innozenz XI. als neuer Pontifex hervorging, nahm er teil. Er war von 1676 bis 1678 Kämmerer des Heiligen Kardinalskollegiums.
Carlo Carafa della Spina starb am 19. Oktober 1680 gegen 5 Uhr morgens in Rom. Beigesetzt wurde er in der Kirche Santissimo Nome di Gesù.